# 무선 라우터

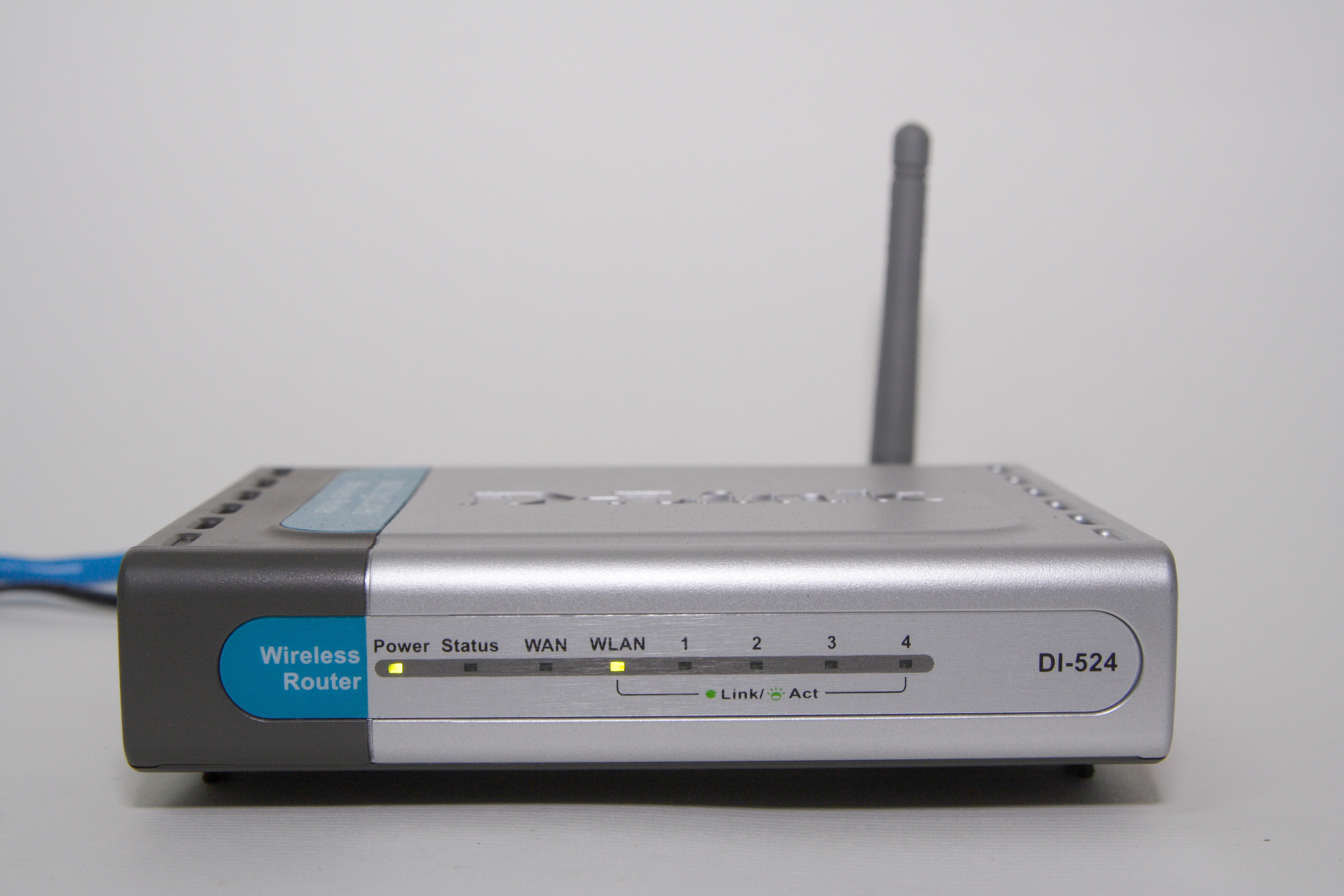
무선 라우터의 초기 예시

무선 라우터 또는 와이파이 라우터는 라우터의 기능을 수행하는 장치이며 무선 액세스 포인트의 기능도 포함한다. 인터넷이나 개인 컴퓨터 네트워크에 대한 액세스를 제공하는 데 사용된다. 제조업체 및 모델에 따라 유선 근거리 통신망, 무선 전용 LAN 또는 유무선 혼합 네트워크에서 작동할 수 있다.

## 기능
무선 라우터에는 일반적으로 라우터가 구축된 기본 SoC(시스템 온 칩)에 통합된 고속 이더넷 또는 기가비트 이더넷 포트를 지원하는 하나 이상의 네트워크 인터페이스 컨트롤러가 있다. IEEE 802.1Q에 설명된 이더넷 스위치는 여러 포트를 상호 연결할 수 있다. 일부 라우터는 두 개 이상의 포트를 함께 사용하여 처리량과 중복성을 향상시킬 수 있는 링크 애그리게이션을 구현한다.
모든 무선 라우터에는 하나 이상의 무선 네트워크 인터페이스 컨트롤러가 있다. 이들은 또한 메인 SoC에 통합되거나 인쇄 회로 기판의 별도 칩일 수도 있다. 또한 MiniPCI 또는 MiniPCIe 인터페이스를 통해 연결된 별도의 카드일 수도 있다. 일부 이중 대역 무선 라우터는 2.4GHz 및 5GHz 대역을 동시에 작동한다. 무선 컨트롤러는 IEEE 802.11 표준 제품군의 일부를 지원하며 많은 이중 대역 무선 라우터의 데이터 전송 속도는 300Mbit/s(2.4GHz 대역의 경우) 및 450Mbit/s(5GHz 대역의 경우)를 초과한다. 일부 무선 라우터는 여러 데이터 전송 속도를 허용하는 여러 스트림을 제공한다(예: 3스트림 무선 라우터는 5GHz 대역에서 최대 1.3Gbit/s의 전송을 허용한다).
일부 무선 라우터에는 USB 포트가 1개 또는 2개 있다. 이는 네트워크에서 공유 리소스로 사용할 프린터, 데스크톱 또는 모바일 외장 하드 디스크 드라이브를 연결하는 데 사용할 수 있다. USB 포트는 무선 라우터를 xDSL 또는 케이블 모뎀을 사용하여 이더넷에 연결하는 것 외에 모바일 광대역 모뎀을 연결하는 데에도 사용할 수 있다. 모바일 광대역 USB 어댑터를 라우터에 연결하면 무선 네트워크를 통해 모바일 광대역 인터넷 연결을 공유할 수 있다. 일부 무선 라우터에는 xDSL 모뎀, DOCSIS 모뎀, LTE 모뎀 또는 광섬유 모뎀이 통합되어 제공된다.
와이파이 복제 버튼은 와이파이 구성을 단순화하고 원활한 통합 홈 네트워크를 구축하여 슈퍼 레인지 익스텐션(Super Range Extension)을 활성화한다. 즉, 라우터의 SSID 및 비밀번호를 자동으로 복사할 수 있다.

## 같이 보기
- 와이파이 보호 설정